# Nhà thờ chính tòa Huesca
Nhà thờ chính tòa Thần thánh Biến hình của Chúa, cũng được biết đến với tên là Nhà thờ chính tòa Thánh Mary Huesca, là một nhà thờ ở Huesca, phía đông bắc Tây Ban Nha. Nó là trung tâm Giáo phận Công giáo Roma Huesca. Nhà thờ có kiến trúc Gothic được bắt đầu xây dựng từ cuối thế kỷ 13 và hoàn thành vào đầu thế kỷ 16.